# AC Libertas
AC Libertas – najstarszy klub piłkarski z San Marino, którego siedzibą jest miasto Borgo Maggiore. Powstały 4 września 1928 roku. Libertas w 1996 roku zdobył pierwszy i dotychczas jedyny tytuł mistrza San Marino, zaś jedenaście razy zwyciężał w rozgrywkach o Puchar San Marino - Coppa Titano, dwukrotnie również zdobył Trofeo Federale, czyli Superpuchar San Marino. Czterokrotny uczestnik Ligi Europy w tym jeden raz w Pucharze UEFA.

## Sukcesy
- Campionato Sammarinese di Calcio: 1996
- Coppa Titano: 1937, 1950, 1954, 1958, 1959, 1961, 1987, 1989, 1991, 2006, 2014
- Trofeo Federale: 1989, 1992, 1996

## Europejskie puchary
AC Libertas po raz pierwszy uczestniczył w europejskich pucharach w sezonie 2007/2008, dzięki zwycięstwu w rozgrywkach o Puchar San Marino. Zespół w swoim pierwszym sezonie w europejskich pucharach przegrał w pierwszej rundzie kwalifikacji z irlandzkim zespołem Drogheda United F.C. W pierwszym spotkaniu tego dwumeczu bramkę zdobył Federico Nanni dając zespołowi jedyny dotychczas remis w rozgrywkach europejskich pucharów. Od sezonu 2013/2013 klub stale awansuje do europejskich pucharów, jednak w żadnym z meczów nie zwyciężył. W rewanżowym spotkaniu przeciwko FK Sarajewo zawodnikowi Libertasu pokonał bramkarza rywali, był nim Gian Luca Morelli.
Legenda do wszystkich tabel:
- Q – runda eliminacyjna, 1/16, 1/8, 1/4, 1/2 – odpowiednia faza rozgrywek, Grupa – runda grupowa, 1r gr – pierwsza runda grupowa, 2r gr – druga runda grupowa, F – finał, R – runda, PO – play-off
- k. – rzuty karne, los. – losowanie, Dogr. – dogrywka, w. – zasada bramek strzelonych na wyjeździe

| Sezon   | Rozgrywki   | Runda | Przeciwnik      | Dom | Wyjazd | Wynik |
| ------- | ----------- | ----- | --------------- | --- | ------ | ----- |
| 2007/08 | Puchar UEFA | 1Q    | Drogheda United | 1–1 | 0–3    | 1–4   |
| 2012/13 | Liga Europy | 1Q    | Renova          | 0–4 | 0–4    | 0–8   |
| 2013/14 | Liga Europy | 1Q    | FK Sarajewo     | 1–2 | 0–1    | 1–3   |
| 2014/15 | Liga Europy | 1Q    | Botew Płowdiw   | 0–2 | 0–4    | 0–6   |